# Кёслинг, Дагмар
Дагмар Кеслинг (нем. Dagmar Käsling; род. 15 февраля 1947, Магдебург, Саксония-Анхальт) — восточно-германская легкоатлетка, которая специализировалась в беге на короткие дистанции.

## Биография
Выступала за сборную ГДР.
Олимпийская чемпионка в эстафете 4×400 метров (1972).
Олимпийская финалистка (7-е место) в беге на 400 метров (1972).
Экс-рекордсменка мира и Европы в эстафете 4×400 метров (соавтор трех ратифицированных рекордов).
По завершении соревновательной карьеры вышла замуж за спринтера Герхарда Люненшлосса (нем. Gerhard Lühnenschloß).
Профессор Университета Отто фон Герике в области спортивной науки.